# Calliostoma bairdii
Calliostoma bairdii är en snäckart som beskrevs av Addison Emery Verrill och S. Smith 1880. Calliostoma bairdii ingår i släktet Calliostoma och familjen Calliostomatidae.

## Underarter
Arten delas in i följande underarter:
- C. b. bairdii
- C. b. hendersoni
- C. b. oregon
- C. b. psyche
- C. b. rosewateri
- C. b. subumbilicatum.

## Bildgalleri

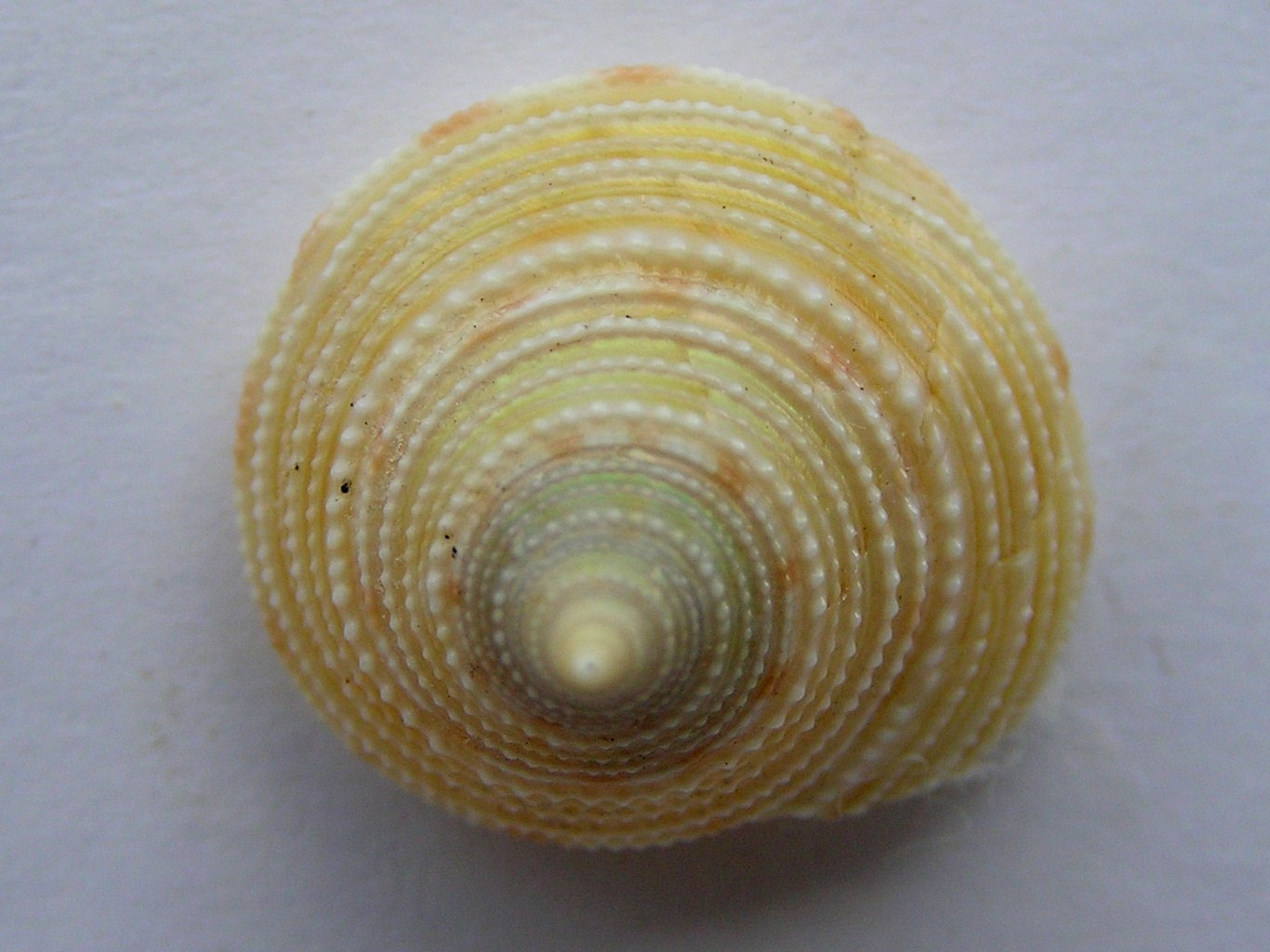
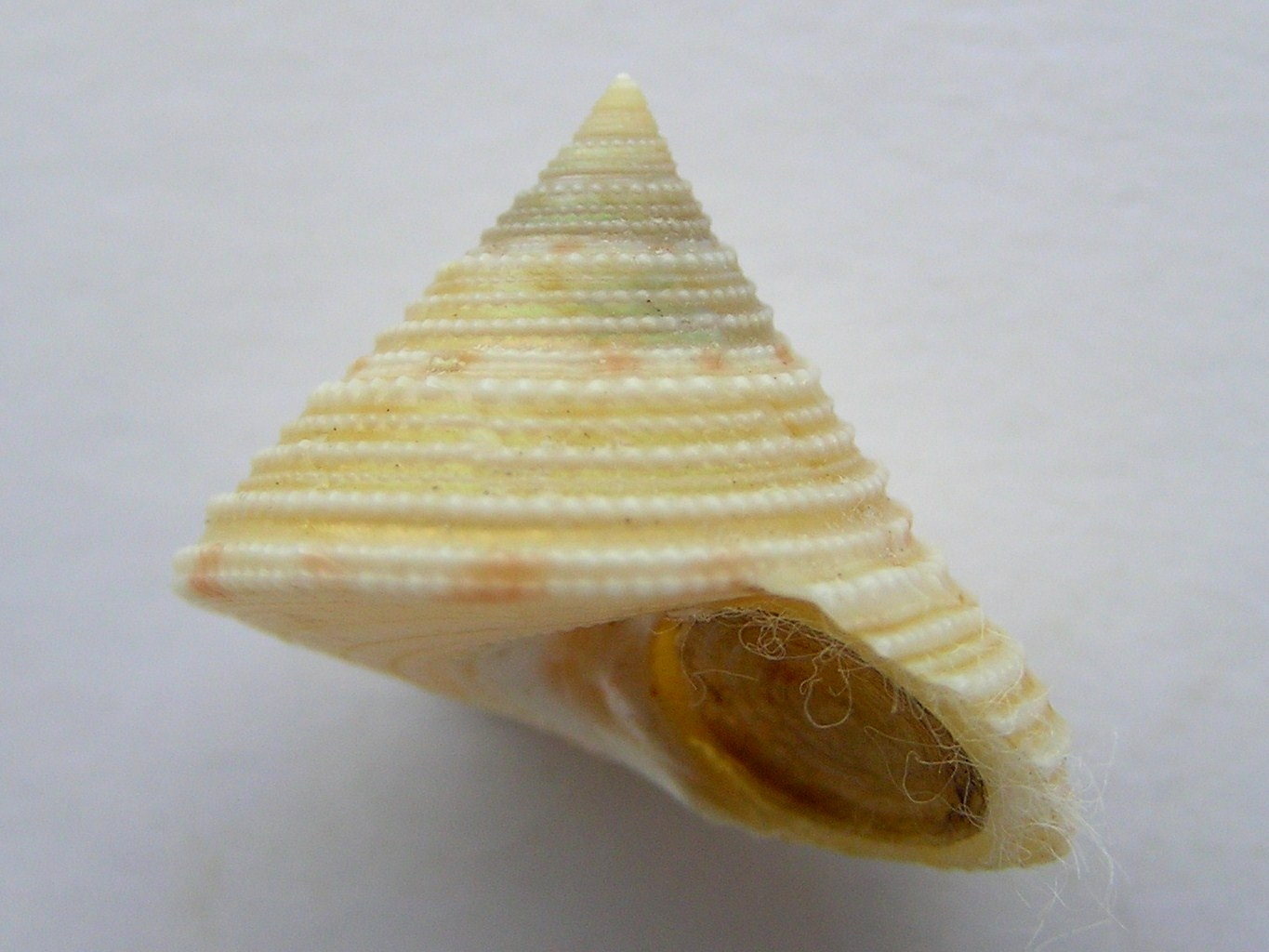